# Liste der Kantone im Département Jura
Das Département Jura liegt in der Region Bourgogne-Franche-Comté in Frankreich. Es untergliedert sich in drei Arrondissements mit 17 Kantonen (französisch cantons).

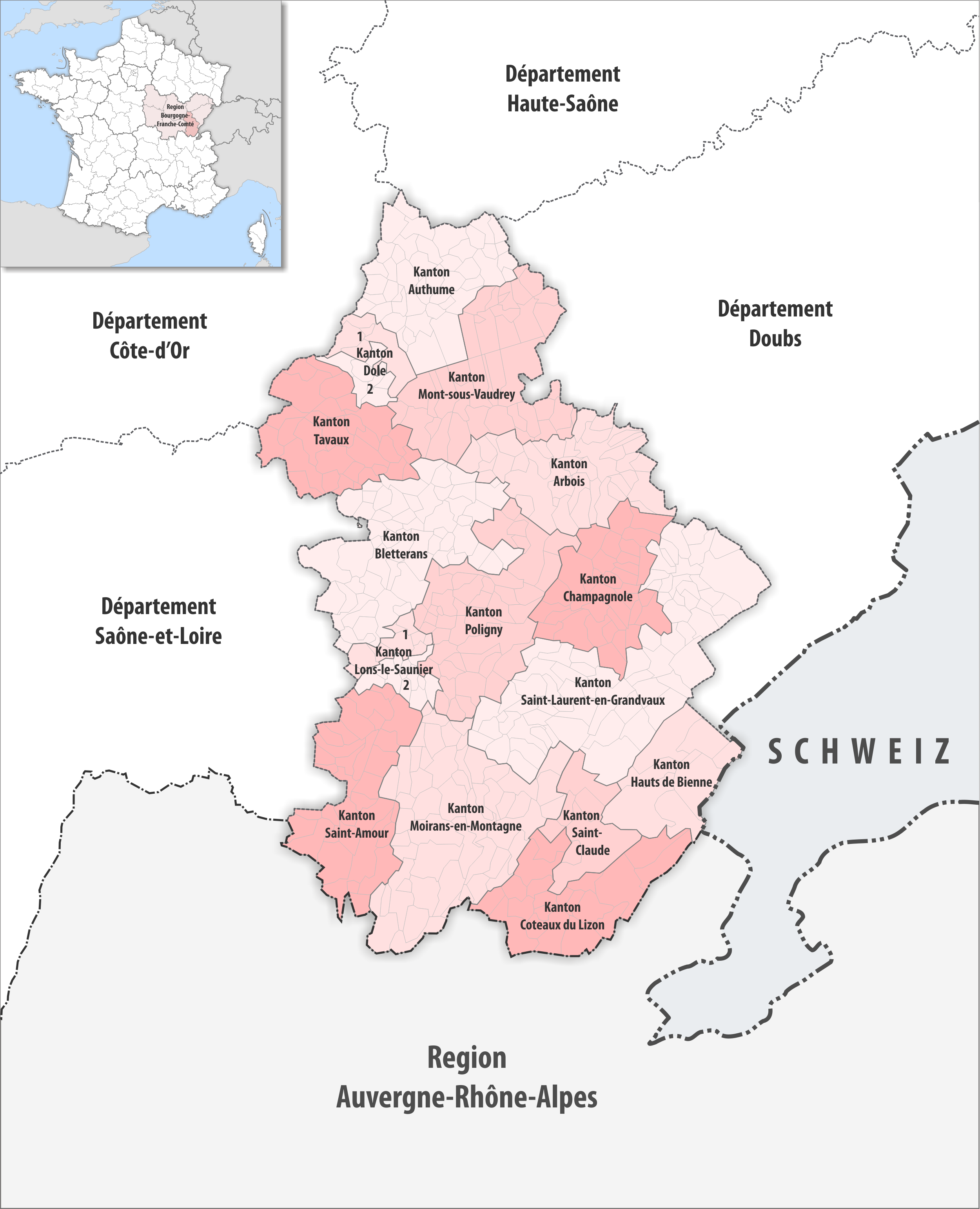
Gemeinden und Kantone im Département Jura

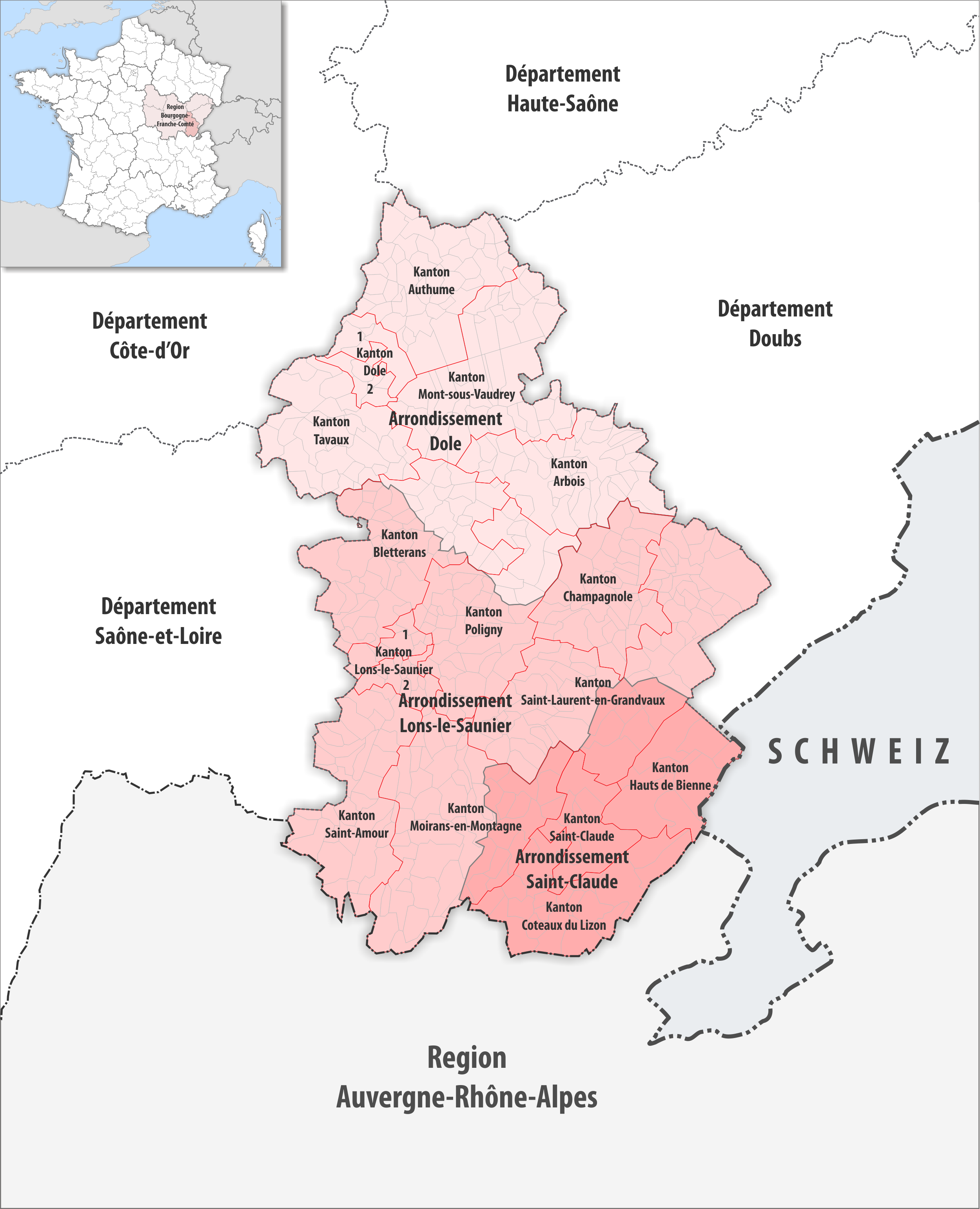
Gemeinden, Arrondissemente und Kantone im Département Jura

| Kanton                     | Gemeinden | Einwohner 1. Januar 2022 | Fläche km² | Dichte Einw./km² | Code INSEE | Arrondissement(e)             |
| -------------------------- | --------- | ------------------------ | ---------- | ---------------- | ---------- | ----------------------------- |
| Arbois                     | 36        | 11.538                   | 324,32     | 36               | 3901       | Dole                          |
| Authume                    | 45        | 13.898                   | 348,03     | 40               | 3902       | Dole                          |
| Bletterans                 | 58        | 17.513                   | 458,65     | 38               | 3903       | Dole, Lons-le-Saunier         |
| Champagnole                | 32        | 16.661                   | 294,32     | 57               | 3904       | Lons-le-Saunier               |
| Coteaux du Lizon           | 20        | 11.634                   | 301,97     | 39               | 3916       | Saint-Claude                  |
| Dole-1                     | 4 1⁄2     | 18.977                   | 63,70      | 298              | 3905       | Dole                          |
| Dole-2                     | 6 1⁄2     | 16.887                   | 46,38      | 364              | 3906       | Dole                          |
| Hauts de Bienne            | 7         | 15.738                   | 225,61     | 70               | 3911       | Saint-Claude                  |
| Lons-le-Saunier-1          | 8 1⁄2     | 14.754                   | 50,51      | 292              | 3907       | Lons-le-Saunier               |
| Lons-le-Saunier-2          | 11 1⁄2    | 14.383                   | 56,30      | 255              | 3908       | Lons-le-Saunier               |
| Moirans-en-Montagne        | 50        | 14.177                   | 553,78     | 26               | 3909       | Lons-le-Saunier, Saint-Claude |
| Mont-sous-Vaudrey          | 39        | 16.781                   | 407,65     | 41               | 3910       | Dole                          |
| Poligny                    | 41        | 17.335                   | 385,39     | 45               | 3912       | Dole, Lons-le-Saunier         |
| Saint-Amour                | 32        | 13.421                   | 357,32     | 38               | 3913       | Lons-le-Saunier               |
| Saint-Claude               | 6         | 10.510                   | 138,33     | 76               | 3914       | Saint-Claude                  |
| Saint-Laurent-en-Grandvaux | 66        | 16.109                   | 681,44     | 24               | 3915       | Lons-le-Saunier, Saint-Claude |
| Tavaux                     | 29        | 18.089                   | 305,48     | 59               | 3917       | Dole                          |
| Département Jura           | 492       | 258.405                  | 4.999,18   | 52               | 39         | –                             |

## Liste ehemaliger Kantone
Bis zum Neuzuschnitt der französischen Kantone im März 2015 war das Département Jura wie folgt in 34 Kantone unterteilt:
| Arrondissement  | Kantone |
| --------------- | --- |
| Dole            | Chaussin, Chemin, Dampierre, Dole-Nord-Est, Dole-Sud-Ouest, Gendrey, Montbarrey, Montmirey-le-Château, Rochefort-sur-Nenon, Villers-Farlay                                                                                                  |
| Lons-le-Saunier | Arbois, Arinthod, Beaufort, Bletterans, Champagnole, Chaumergy, Clairvaux-les-Lacs, Conliège, Lons-le-Saunier-Nord, Lons-le-Saunier-Sud, Nozeroy, Orgelet, Les Planches-en-Montagne, Poligny, Saint-Amour, Saint-Julien, Sellières, Voiteur |
| Saint-Claude    | Les Bouchoux, Moirans-en-Montagne, Morez, Saint-Claude, Saint-Laurent-en-Grandvaux |